# Sány (železniční zastávka)
Sány jsou železniční zastávka na jižním okraji vsi Opolánky, části obce Opolany, v okrese Nymburk; nazvána je podle blízké větší obce Sány. Leží v km 4,820 železniční trati Velký Osek – Choceň. Zastávka byla otevřena v roce 1888 spolu s tratí z Velkého Oseka do Chlumce nad Cidlinou.[zdroj?]

## Provozní informace
Zastávka má jedno vnější zpevněné nástupiště o délce 100 m s nástupní hranou ve výšce 300 mm nad temenem kolejnice. V zastávce není možnost zakoupení si jízdenky a trať procházející zastávkou je elektrizovaná stejnosměrným proudem 3 kV. Provozuje ji Správa železnic.

## Doprava
Pro nástup a výstup cestující zde zastavují pouze spěšné vlaky, které jezdí trasu (Čáslav –) Kolín – Chlumec nad Cidlinou – Stará Paka – Trutnov hl.n. Dále tudy projíždějí rychlíky na trase Praha – Hradec Králové – Trutnov.

## Tratě
Zastávkou prochází tato trať:
- Velký Osek – Hradec Králové – Týniště nad Orlicí – Choceň (č. 020)